# Wiktor Petrowitsch Agejew

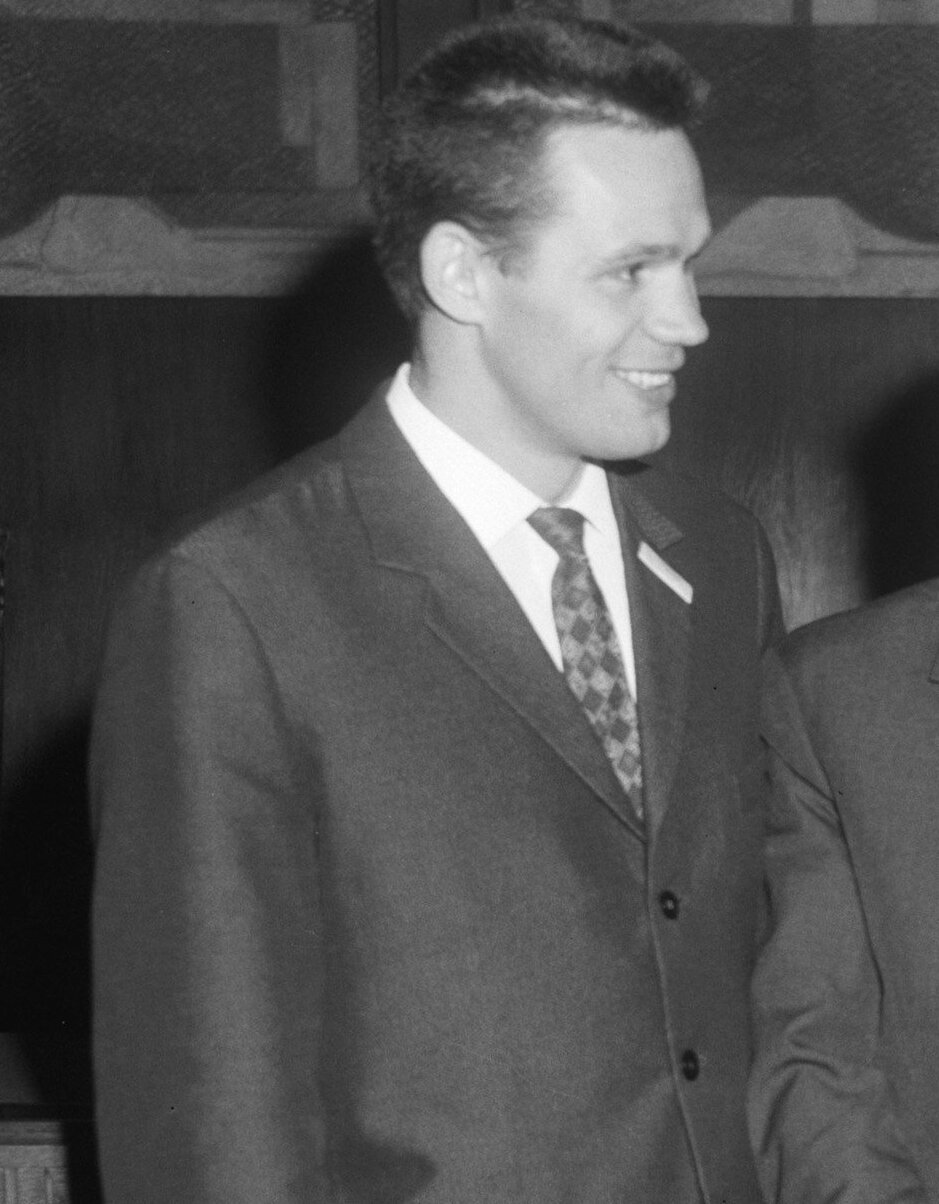
Wiktor Agejew (1966)

Wiktor Petrowitsch Agejew (russisch Виктор Петрович Агеев; * 7. Juli 1941 in Moskau) ist ein ehemaliger sowjetischer Boxer. Er war Europameister der Amateure im Halbmittelgewicht in den Jahren 1965 und 1967.

## Werdegang
Wiktor Agejew wurde zwei Tage vor dem Überfall Hitlers auf die Sowjetunion in Moskau geboren. Während des Schulbesuchs in Moskau begann er mit 13 Jahren mit dem Boxen. Sein erster Trainer war Wladimir Frolowitsch Konkow, von ihm „Onkel Wolodja“ genannt. Er gehörte damals der Sportorganisation „Trud“ Moskau an. Seinen ersten großen Erfolg erzielte Wiktor Agejew 1960, als er bei der sowjetischen Junioren-Meisterschaft (U 20) den Titel im Weltergewicht gewann. Im gleichen Jahr nahm er auch erstmals bei der Landesmeisterschaft der Senioren teil, unterlag aber dort im Viertelfinale gegen W. Archipkow und belegte mit drei anderen Boxern den 5. Platz.
1961 verlor Wiktor Agejew im Halbfinale der sowjetischen Meisterschaft gegen Europameister Richardas Tamulis und belegte den 3. Platz im Weltergewicht. Gegen Tamulis verlor er auch bei der sowjetischen Meisterschaft des folgenden Jahres, dieses Mal aber erst im Finale.
1962 trat Agejew in die Rote Armee ein, wurde Mitglied von ZSKA Moskau und war deshalb bei der 3. Meisterschaft der Armeen der befreundeten sozialistischen Staaten (SKDA-Meisterschaften) im tschechischen Kromirz am Start. Er gewann dort das Finale im Weltergewicht gegen den Bulgaren Schischman Mizew.
1963 gelang Wiktor Agejew bei den sowjetischen Landesmeisterschaften erstmals der Titelgewinn. Er gewann dabei im Weltergewicht gegen Richardas Tamulis (Halbfinale), welcher kurz zuvor seinen EM-Titel verteidigen konnte, sowie gegen Wladimir Trepska (Finale). Nach dieser Meisterschaft startete Wiktor Agejew wegen Gewichtsschwierigkeiten fortan eine Gewichtsklasse höher (Halbmittelgewicht, bis 71 kg Körpergewicht). Dort gelang ihm gleich der Gewinn eines internationalen Titels, als er bei der 4. SKDA-Meisterschaft in Łódź gegen den Polen Andrzej Smolinski triumphieren konnte.
Die sowjetischen Landesmeisterschaften 1964 waren für Wiktor Agejew von großer Wichtigkeit, da nur der Sieger bei den Olympischen Spielen in Rom starten durfte. Agejew verpasste die Qualifikation, als er im Halbfinale des Halbmittelgewichts auf den mehrfachen Europameister Boris Lagutin traf und diesem knapp nach Punkten unterlag. Lagutin dagegen gewann anschließend auch das Landesmeisterfinale und durfte nach Rom fahren, wo er letztendlich Olympiasieger wurde.
1965 gelang Wiktor Agejew in Abwesenheit des Titelverteidigers Boris Lagutin der zweite Titelgewinn bei einer sowjetischen Meisterschaft, als er im Endkampf über W. Uteschew nach Punkten gewann. Im gleichen Jahr siegte Agejew auch bei der Europameisterschaft in Berlin (Ost). Dabei besiegte er den Schweizer Baumann durch K. o. in der 1. Runde, gewann über Jürgen Voigtländer aus der DDR nach Punkten und schlug im Halbfinale den starken Italiener Mario Casati nach Punkten. Im Finale gelang Agejew ein technischer K.-o.-Sieg in der 2. Runde über den Bulgaren Angel Dontschew.
Nach seinem Sieg bei dem sehr stark besetzten „Dutch Tulips Tornament“ in Rotterdam im Frühjahr 1966 holte sich Wiktor Agejew im Halbmittelgewicht seinen dritten Landesmeistertitel vor Juri Mawryuschkin. Darüber hinaus triumphierte er bei der 5. SKDA-Meisterschaft in Budapest im Finale des Mittelgewichts über Istvan Balogh aus Ungarn.
1967 wurde Wiktor Agejew in Rom zum zweiten Mal Europameister im Halbmittelgewicht. Auf dem Wege dorthin besiegte er Hermann Scheregardus aus den Niederlanden durch K. o. in der 3. Runde und feierte über Tom Imrie aus Schottland, Ion Covaci aus Rumänien und Witold Stachurski aus Polen Punktsiege. Nach der Europameisterschaft gewann er auch in diesem Jahr die sowjetische Meisterschaft im Halbmittelgewicht.
Im Jahre 1968 standen die Olympischen Spiele in Mexiko-Stadt auf dem Programm. Wiktor Agejew wollte dort mit dem Olympiasieg seine Karriere krönen. Doch auch dieses Mal verpasste Agejew die Qualifikation, als er sich im Halbfinale der Landesmeisterschaften erneut gegen Boris Lagutin nach Punkten geschlagen geben musste. Lagutin, welcher damit nach dreijähriger Pause ein erfolgreiches Comeback im Ring feierte, stellte somit zum wiederholten Male den Stolperstein für Agejew dar, dessen beiden einzigen Niederlagen gegen ihn ausgerechnet aus den Qualifikationswettkämpfen für die Olympischen Spiele 1964 und 1968 herrührten.
Wiktor Agejew beendete nach 1968 seine Boxerlaufbahn und machte an einem Institut für Körperkultur eine Ausbildung zum Sportlehrer. Agejew, welcher mit dem bekannten sowjetischen Sänger Wladimir Wyssozki, dem Dichter Jewgeni Jewtuschenko und dem berühmten Moskauer Fußballspieler Eduard Strelzow befreundet war, konnte anschließend auch als Trainer große Erfolge erringen. So betreute er u. a. die Olympiasieger bzw. Weltmeister Wiktor Rybakow und Wassili Solomin. In den 1990er Jahren betreute Agejew den noch jungen Alexander Powetkin. Nach 1990 bekleidete er außerdem wichtige Ämter im russischen Profi-Box-Verband und in der WBA.

## Länderkämpfe Wiktor Agejews
- 1960 in Kiew, UdSSR gegen BRD, Punktsieger über Günther Gohlke, Hockenheim,
- 1962 in Moskau, UdSSR gegen Japan, Punktsieger über K. Kondo,
- 1962 in London, England gegen UdSSR, Punktsieger über Johnny Pritchett,
- 1962 in Wolverhampton, England gegen UdSSR, Abbruchsieger 2. Runde über R. Toye,
- 1963 in Sofia, Bulgarien gegen UdSSR, Abbruchsieger 2. Runde über Georgi Alipiew,
- 1963 in Moskau, UdSSR gegen England, Punktsieger über Stuart Pearson,
- 1963 in Łódź, Polen gegen UdSSR, techn. KO-Sieger 2. Runde über Zozef Knut,
- 1964 in Moskau, UdSSR gegen Polen, Punktsieger über Helmut Kuznierz

## UdSSR-Meisterschaften mit Wiktor Agejew
(1960 bis 1963 Weltergewicht, ab 1964 Halbmittelgewicht)
- 1960: 1. Wiktor Agejew, 2. Wladimir Trepska, 3. R. Sirotkin u. W. Kusmin (U 20),
- 1960: 1. Juri Radonjak, 2. V. Archipkow, 3. W. Trepska u. Gennadi Bojarschinow, 5. Wiktor Agejew,
- 1961: 1. Richardas Tamulis, 2. Leonid Sheynkman, 3. Wiktor Agejew u. Iwan Bobkow,
- 1962: 1. Richardas Tamulis, 2. Wiktor Agejew, 3. I. Tischkin u. Leonid Sheynkman,
- 1963: 1. Wiktor Agejew, 2. Wladimir Trepska, 3. Richardas Tamulis u. Leonid Sheynkman,
- 1964: 1. Boris Lagutin, 2. V. Terauds, 3. Wiktor Agejew u. J. Mawryuschkin,
- 1965: 1. Wiktor Agejew, 2. W. Uteschew, 3. Juri Mawryuschkin u. Juri Andryuschenko,
- 1966: 1. Wiktor Agejew, 2. Juri Mawryuschkin, 3. Gennadi Tschubarin u. Waleri Tregubow,
- 1967: 1. Wiktor Agejew 2. V. Terauds, 3. B. Rusak u. T. Gogayan,
- 1968: 1. Boris Lagutin, 2. Waleri Tregubow, 3. Wiktor Agejew u. Boris Opuk